# Copulabyssia corrugata
Copulabyssia corrugata é uma espécie de molusco pertencente à família Pseudococculinidae.
A autoridade científica da espécie é Jeffreys, tendo sido descrita no ano de 1883.
Trata-se de uma espécie presente no território português, incluindo a zona económica exclusiva.